# Берендейка

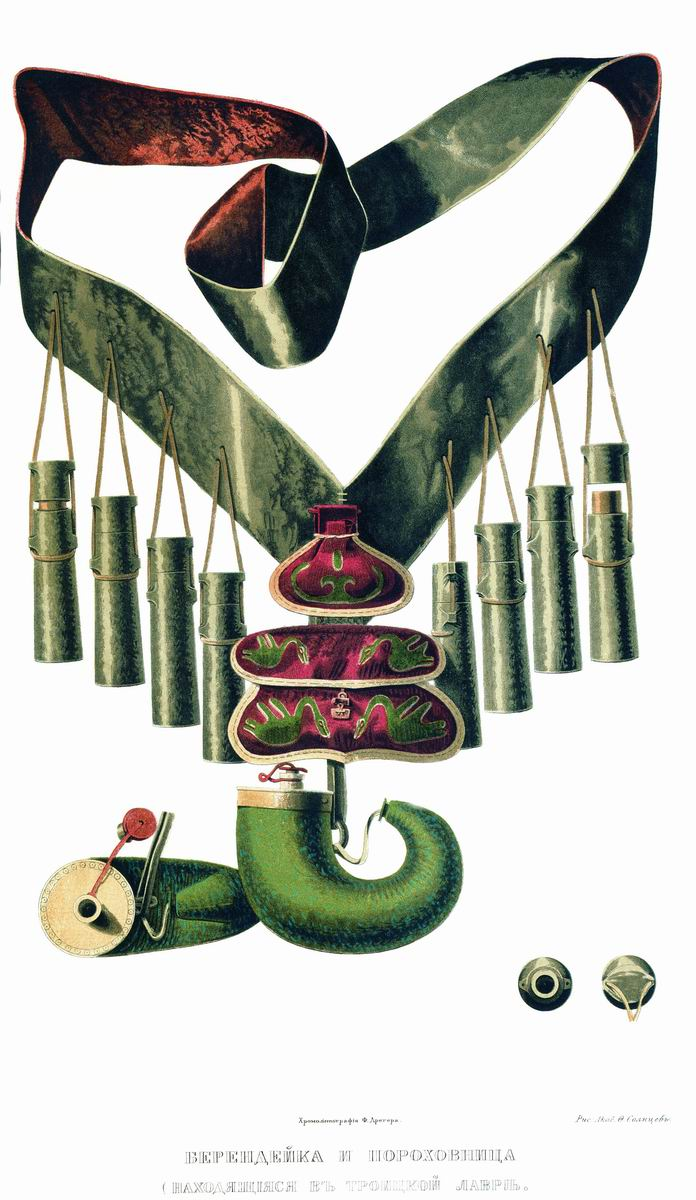
Берендейка и пороховница

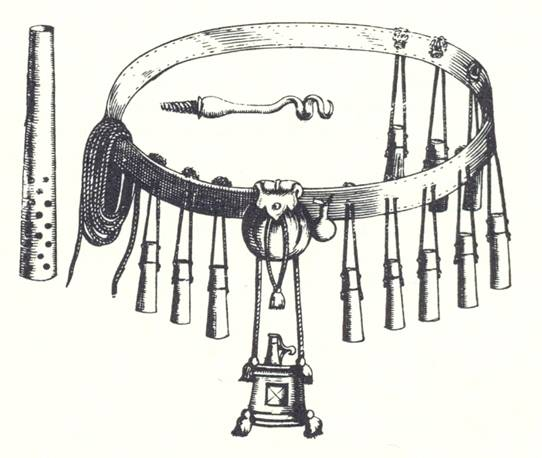
Иностранная берендейка для аркебузы.

Берендейка — часть исторического военного снаряжения (амуниции) европейской пехоты с огнестрельным оружием, в том числе — пищальников, позднее стрельцов.
У стрельцов, появившихся в XVI веке, которые составляли постоянное войско России, имелась и однообразная одежда (форма обмундирования), сначала красная с белыми берендейками (перевязями), а потом, при Михаиле Феодоровиче, разноцветная.

## Описание
Представляла собой ремень (перевязь), носимый через левое плечо с подвешенными принадлежностями для заряжания ружья: пенальчиками с пороховыми зарядами (патроны, заряды в берендейках, трубочках), сумкой для пуль, запасом фитиля и пороховницей (натруской либо рогом с порохом).

## История
Берендейки появились, по-видимому, в Саксонии, в конце XVI века, а к началу XVII уже используются во многих европейских армиях. Число пенальчиков («зарядцев с кровельцами») обычно равнялось 11—12 (отсюда другое название: «12 апостолов»), они делались из дерева либо из жести. Точёные деревянные зарядцы обтягивались кожей — чаще чёрной, красной или иной темной. Они снабжались крышками. Фитиль хранился в отдельной сумке, либо наматывался на ремень, или же — на пороховницу. Каждому стрельцу выдавали одну или три сажени фитиля. В конце XVII века берендейки выходят из употребления, что связано с введением бумажных патронов.

## Галерея

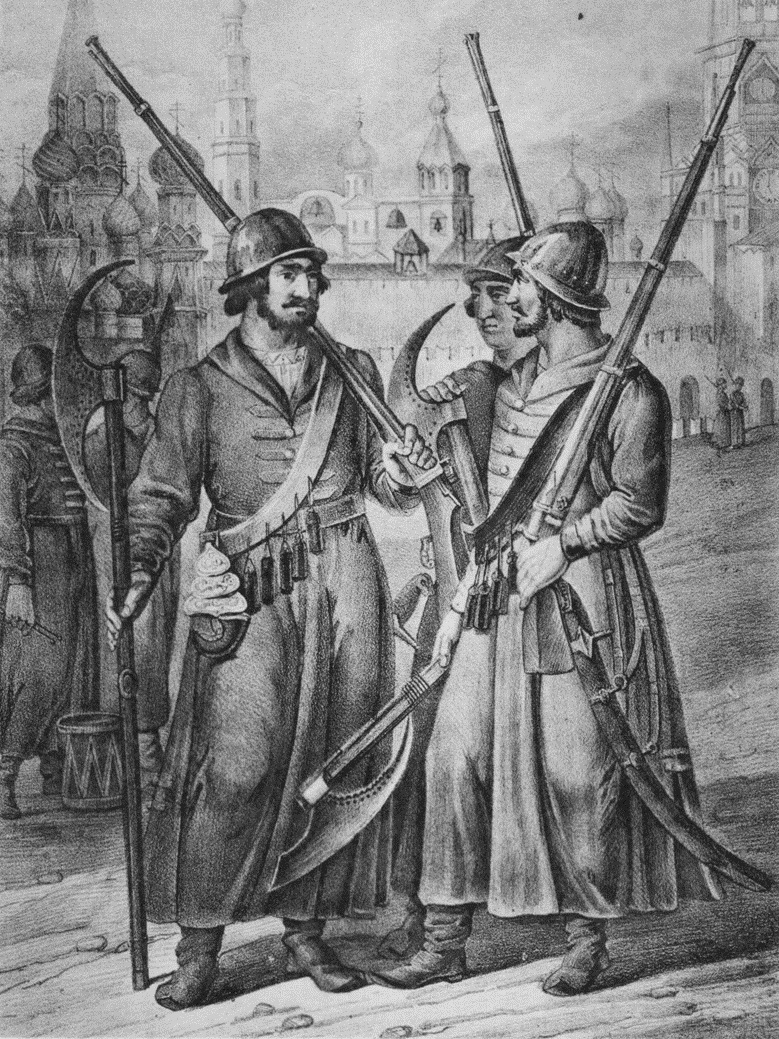
Стрельцы в 1613 году (видны берендейки)[7].
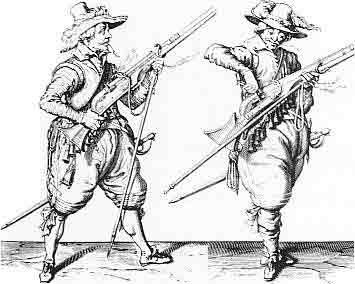
Мушкетёры (видны берендейки).
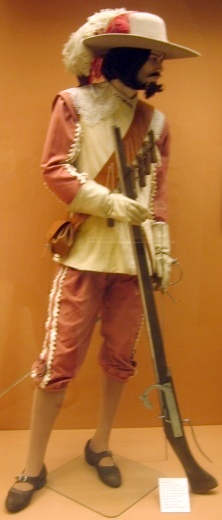
Испанский аркебузер с берендейкой.
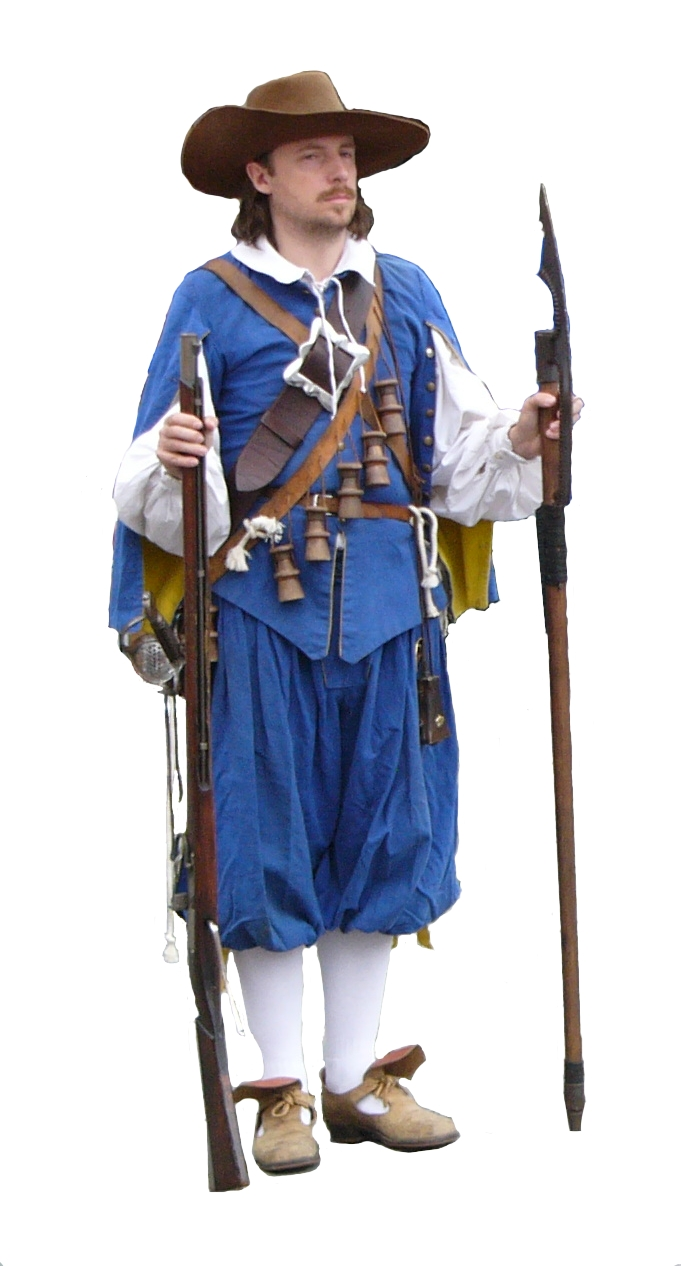
Мушкетёр полка Альтблау, Швеция, 1624 — 1650 годов, реконструкция.